# Friedrich Albert Fallou
Friedrich Albert Fallou, aussi appelé Frédéric Albert Fallou, né le 11 novembre 1794 à Zörbig et mort le 6 septembre 1877 à Diedenhain près de Waldheim, Royaume de Saxe, est un avocat allemand et spécialiste des sols. Chercheur indépendant, il s'est consacré à la formation des sols des champs et des forêts, et a publié six livres sur le sujet. Il est considéré comme l'un des fondateurs de la pédologie, terme dont il est d'ailleurs l'inventeur.

## Biographie
Friedrich Albert Fallou est issu d'une famille huguenote. Fils d'un magistrat, il passe son enfance à Rochlitz et Grimma, où il est élève à la Fürstenschule. De 1814 à 1817, il étudie le droit à l'Université de Leipzig. De 1818 à 1824, il est avocat à Colditz (Saxe). En 1825, il est nommé greffier de la ville de Waldheim. Il y développe un large éventail d'activités en tant qu'officier administratif à la cour municipale.
Sous le pseudonyme de Balduin zum Eichberg, il rédige des descriptions historiques et topographiques des paysages et des villes saxonnes, qu'il publie dans la revue Saxonia. En 1833, il démissionne de son poste de greffier mais reste avocat (jusqu'en 1850). Dès lors, il se consacre presque exclusivement aux études géologiques, minéralogiques et pédologiques. En 1856, il s'installe à la Diedenmühle près de Waldheim dans le Zschopautal où il se consacre à ses recherches jusqu'à sa mort.

## Cofondateur de la science du sol
Il s'intéresse aux différents types de sols de son pays natal et commence des études géologiques, pétrographiques et minéralogiques dès les années 1930. En raison de ses compétences, il est considéré comme un expert des granulites en Saxe. Après 1840, il se consacre à l'origine des sols des champs et des forêts. Sa première publication majeure, une description géognostico-agronomique des formations montagneuses du Muldengau et de leur influence sur la végétation, publiée en 1845, est récompensée d'un prix de la Société princière Jablonowski de Leipzig.
En 1853, son livre Die Ackererden des Königreichs Sachsen (Les terres des champs du Royaume de Saxe) est publié, et réédité en 1855. Grâce à ses voyages d'études en Saxe et dans les pays voisins, il prend conscience de la nécessité de rendre les connaissances pédologiques accessibles pour l'agriculture et la sylviculture. Dans ses deux livres , Anfangsgründe der Bodenkunde (Les débuts de la Science des sols) (1857, 2nde éd. 1865) et Pedologie oder allgemeine und besondere Bodenkunde (Pédologie ou sciences du sol générales et particulières (1862), il unifie les connaissances pédologiques de l'époque en un enseignement cohérent.
Ses derniers travaux revêtent également une importance scientifique : Grund und Boden des Königreichs Sachsen und seiner Umgebung ... (Terre et sol du Royaume de Saxe et de ses environs ...) (1869) et Die Hauptbodenarten der Nord- und Ostsee-Länder deutschen Reiches naturwissenschaftlich betrachtet (Les principaux types de sol dans les pays de la mer du Nord et de la mer Baltique de l'Empire allemand vus d'un point de vue scientifique) (1875). Plusieurs articles de la revue Der Chemische Ackersmann, éditée par Julius Adolph Stöckhardt, font connaître ses recherches pédologiques dans la pratique agricole.

## Œuvres
- Die Gebirgsformationen zwischen Mittweida und Rochlitz, der Zschopau und beiden Mulden und ihr Einfluß auf die Vegetation. Versuch einer geognostischen-agronomischen Beschreibung. Verlag Staritz, Leipzig, 1845.
- Die Ackererden des Königreichs Sachsen und der angrenzenden Gegend, geognostisch untersucht und classificiert. Eine bodenkundliche Skizze. Freiberg 1853; 2. verb. u. verm. Aufl. Verlag Gerhard, Leipzig, 1855.
- Anfangsgründe der Bodenkunde. G. Schönfeld’s Buchhandlung, Dresde, 1857, 2e édition. 1865.
- Pedologie oder allgemeine und besondere Bodenkunde. G. Schönfeld’s Buchhandlung, Dresde, 1862.
- Grund und Boden des Königreichs Sachsen und seiner Umgebung in sämmtlichen Nachbarstaaten in volks-, land- und forstwirthschaftlicher Beziehung naturwissenschaftlich untersucht. G. Schönfeld’s Buchhandlung, Dresde, 1869.
- Die Hauptbodenarten der Nord- und Ostsee-Länder deutschen Reiches naturwissenschaftlich betrachtet. Skizze. G. Schönfeld’s Buchhandlung, Dresde, 1875.